# Contea di Ransom
La contea di Ransom (in inglese Ransom County) è una contea dello Stato del Dakota del Nord, negli Stati Uniti. La popolazione al censimento del 2000 era di 5 890 abitanti. Il capoluogo di contea è Lisbon.